# Waslala
Waslala är en kommun (municipio) i Nicaragua med 63 445 invånare (2012). Den ligger i den nordöstra delen av landet i Región Autónoma de la Costa Caribe Norte. Sandinisternas grundare, Carlos Fonseca Amador, stupade 1976 i Zinica i en strid med Somozadiktaturens soldater, och det finns en liten minnespark där.

## Geografi
Waslala gränsar till kommunerna San José de Bocay i norr, Siuna i norr och öster, Río Blanco i söder, samt till Rancho Grande och El Cuá i väster. Kommunens centralort Waslala, med 6 838 invånare (2005), ligger ungefär mitt i kommunen vid floden Río Waslala.

## Historia
Waslala grundades 1989 genom en utbrytning ur grannkommunen Siuna. År 2005 upphöjdes Waslala till rangen av ciudad (stad).

## Kultur
I Waslala finns det en känd konstskola som grundats av muralmålaren Francisco Pantoja.

## Kända personer
- Fritiof Haglund (1928-2021), radio och TV producent